# باشگاه فوتبال ستاره سرخ
باشگاه فوتبال ستاره سرخ، که با نام ستاره سرخ شناخته می‌شود. یک باشگاه فوتبال در اتحادیه فوتبال فرانسه است که در سال ۱۸۹۷ در پاریس تأسیس شد و سومین باشگاه قدیمی فوتبال فرانسه، پس از باشگاه فوتبال لو آور و باشگاه فوتبال بوردو است. در فصل ۲۰۱۹–۲۰ این باشگاه پس از سقوط از لیگ دسته دوم فرانسه در پایان فصل ۲۰۱۸–۱۹، در لیگ ملی، لیگ رده سومی فرانسه بازی می‌کند. این تیم مسابقات خانگی خود را در ورزشگاه باوئر برگزار می‌کند. وینسنت بوردو مدیریت این تیم را بر عهده دارد.
علیرغم دوران طولانی باشگاه تحت شرایط نیمه حرفه ای، ستاره سرخ سابقه غنی دارد. این باشگاه در سال ۱۸۹۷ با نام ستاره سرخ فرانسه توسط اسطوره فوتبال فرانسه ژول ریم تأسیس شد. ریم بعداً رئیس فدراسیون فوتبال فرانسه و فیفا شد. جایزه اصلی جام جهانی فوتبال به افتخار وی نامگذاری شد. ستاره سرخ یکی از بنیانگذاران باشگاه‌های لیگ یک بود و ۱۹ فصل در لیگ دسته اول گذراند. آخرین حضور در رده بالای باشگاه در سالهای ۱۹۷۴–۷۵ بود. در مسابقات جام حذفی، این باشگاه پنج عنوان جام حذفی فرانسه را کسب کرده‌است که در بین همه باشگاه‌های فرانسوی در رتبه پنجم قرار دارد.
در حالی که باشگاه تنها در سطح کمی از موفقیت‌های کمی برخوردار بوده‌است، این باشگاه به دلیل فرهنگ اجتماعی متمایز خود به‌طور گسترده‌ای شناخته شده‌است. هواداران ستاره سرخ با حمایت از سیاست چپ، فعالیت اجتماعی و فضای مهمانی که در مسابقات باشگاه ایجاد می‌کنند، به شدت شناخته می‌شوند.